# Participantes da Volta a Espanha de 2011
Estas são as 22 equipas e 198 ciclistas que participaram na Volta a Espanha de 2011, que se disputou entre 20 de agosto e 11 de setembro:Ver legenda.
| Liquigas-Cannondale              | Liquigas-Cannondale    | Liquigas-Cannondale | Ag2r La Mondiale    | Ag2r La Mondiale       | Ag2r La Mondiale    | Andalucía Caja Granada | Andalucía Caja Granada     | Andalucía Caja Granada |
| -------------------------------- | ---------------------- | ------------------- | ------------------- | ---------------------- | ------------------- | ---------------------- | -------------------------- | ---------------------- |
| 1                                | Vincenzo Nibali        | 7º                  | 11                  | Nicolas Roche          | 16º                 | 21                     | David Bernabéu             | 90º                    |
| 2                                | Eros Capecchi          | 21º                 | 12                  | Guillaume Bonnafond    | 26º                 | 22                     | José Alberto Benítez       | 130º                   |
| 3                                | Damiano Caruso         | 74º                 | 13                  | Dimitri Champion       | 95º                 | 23                     | Antonio Cabello            | 165º                   |
| 4                                | Mauro Da Dalto         | 147º                | 14                  | Cyril Dessel           | 60º                 | 24                     | Juan José Lobato           | AB 11ª                 |
| 5                                | Alan Marangoni         | 138º                | 15                  | Steve Houanard         | 133º                | 25                     | Adrián Palomares           | 114º                   |
| 6                                | Dominik Nerz           | 38º                 | 16                  | David Le Lay           | 51º                 | 26                     | Antonio Piedra             | 72º                    |
| 7                                | Peter Sagan            | 121º                | 17                  | Lloyd Mondory          | 84º                 | 27                     | José Luis Roldán           | 98º                    |
| 8                                | Valerio Agnoli         | 105º                | 18                  | Matteo Montaguti       | 76º                 | 28                     | Jesús Rosendo              | 99º                    |
| 9                                | Francesco Bellotti     | 109º                | 19                  | Mathieu Perget         | 24º                 | 29                     | José Toribio               | 134º                   |
| BMC Racing Team                  | BMC Racing Team        | BMC Racing Team     | Cofidis             | Cofidis                | Cofidis             | Euskaltel-Euskadi      | Euskaltel-Euskadi          | Euskaltel-Euskadi      |
| 31                               | Mathias Frank          | 94º                 | 41                  | Yohan Bagot            | 116º                | 51                     | Igor Antón                 | 33º                    |
| 32                               | Martin Kohler          | 111º                | 42                  | Nicolas Edet           | AB 8ª               | 52                     | Iñaki Isasi                | 71º                    |
| 33                               | Taylor Phinney         | AB 13ª              | 43                  | Luis Ángel Matei       | 63º                 | 53                     | Egoi Martínez              | 55º                    |
| 34                               | Manuel Quinziato       | 131º                | 44                  | David Moncoutié        | 37º                 | 54                     | Mikel Nieve                | 10º                    |
| 35                               | Mauro Santambrogio     | 88º                 | 45                  | Aleksejs Saramotins    | 166º                | 55                     | Juan José Oroz             | 50º                    |
| 36                               | Ivan Santaromita       | 117º                | 46                  | Nico Sijmens           | 73º                 | 56                     | Amets Txurruka             | 30º                    |
| 37                               | Johann Tschopp         | AB 6ª               | 47                  | Rein Taaramäe          | AB 17ª              | 57                     | Gorka Verdugo              | 36º                    |
| 38                               | Greg Van Avermaet      | 83º                 | 48                  | Nicolas Vogondy        | AB 6ª               | 58                     | Jorge Azanza               | 97º                    |
| 39                               | Karsten Kroon          | AB 14ª              | 49                  | Julien Fouchard        | 137º                | 59                     | Pierre Cazaux              | 137º                   |
| Geox-TMC                         | Geox-TMC               | Geox-TMC            | HTC-Highroad        | HTC-Highroad           | HTC-Highroad        | Katusha Team           | Katusha Team               | Katusha Team           |
| 61                               | Juan José Cobo         | 1º                  | 71                  | Michael Albasini       | 123º                | 81                     | Joaquim Rodríguez          | 19º                    |
| 62                               | David Blanco           | 47º                 | 72                  | Mark Cavendish         | AB 4ª               | 82                     | Joan Horrach               | 67º                    |
| 63                               | David de la Fuente     | 63º                 | 73                  | John Degenkolb         | 144º                | 83                     | Aleksandr Kuschynski       | 143º                   |
| 64                               | Fabio Duarte           | 39º                 | 74                  | Matthew Harley Goss    | AB 2ª               | 84                     | Alberto Losada             | 46º                    |
| 65                               | Denis Menchov          | 5º                  | 75                  | Bert Grabsch           | 136º                | 85                     | Daniel Moreno              | 9º                     |
| 66                               | Carlos Sastre          | 20                  | 76                  | Leigh Howard           | 152                 | 86                     | Luca Paolini               | 135                    |
| 67                               | Mauricio Ardila        | AB 5                | 77                  | Tony Martin            | NP 19ª              | 87                     | Vladímir Karpets           | 42                     |
| 68                               | Mathias Brändle        | 155                 | 78                  | Kanstantsín Siutsou    | AB 11ª              | 88                     | Yuri Trofímov              | 124                    |
| 69                               | Dmitry Kozontchuk      | 122                 | 79                  | Martin Velits          | 125                 | 89                     | Eduard Vorganov            | 43                     |
| Lampre-ISD                       | Lampre-ISD             | Lampre-ISD          | Leopard Trek        | Leopard Trek           | Leopard Trek        | Movistar Team          | Movistar Team              | Movistar Team          |
| 91                               | Michele Scarponi       | AB 14ª              | 101                 | Daniele Bennati        | 112º                | 111                    | Imanol Erviti              | 126º                   |
| 92                               | Marco Marzano          | 61º                 | 102                 | Fabian Cancellara      | NP 17ª              | 112                    | José Vicente García Acosta | AB 5ª                  |
| 93                               | Manuele Mori           | 107º                | 103                 | Jakob Fuglsang         | 11º                 | 113                    | Beñat Intxausti            | 86º                    |
| 94                               | Przemysław Niemiec     | 54º                 | 104                 | Maxime Monfort         | 6º                  | 114                    | Ignatas Konovalovas        | AB 17                  |
| 95                               | Aitor Pérez Arrieta    | 106º                | 105                 | Stuart O'Grady         | 93º                 | 115                    | Pablo Lastras              | 44º                    |
| 96                               | Alessandro Petacchi    | 100º                | 106                 | Davide Vigano          | 142º                | 116                    | David López                | AB 17                  |
| 97                               | Daniele Righi          | 141º                | 107                 | Robert Wagner          | 162º                | 117                    | Sergio Pardilla            | AB 17                  |
| 98                               | Alessandro Spezialetti | AB 16               | 108                 | Oliver Zaugg           | NP 18               | 118                    | Marzio Bruseghin           | 14º                    |
| 99                               | Francesco Gavazzi      | 58º                 | 109                 | Thomas Rohregger       | 28º                 | 119                    | Ángel Madrazo              | AB 18                  |
| Omega Pharma-Lotto               | Omega Pharma-Lotto     | Omega Pharma-Lotto  | Astana              | Astana                 | Astana              | Quick Step             | Quick Step                 | Quick Step             |
| 121                              | Jan Bakelants          | 31º                 | 131                 | Fredrik Kessiakoff     | 34º                 | 141                    | Tom Boonen                 | NP 18                  |
| 122                              | Francis De Greef       | 29º                 | 132                 | Enrico Gasparotto      | 78º                 | 142                    | Dario Cataldo              | 132º                   |
| 123                              | Gert Dockx             | 92º                 | 133                 | Tanel Kangert          | 64º                 | 143                    | Sylvain Chavanel           | 27º                    |
| 124                              | Adam Hansen            | 129º                | 134                 | Andréi Kashechkin      | 89º                 | 144                    | Marc de Maar               | 82º                    |
| 125                              | Vicente Reynés         | 87º                 | 135                 | Robert Kiserlovski     | 18º                 | 145                    | Kevin de Weert             | 91º                    |
| 126                              | Jurgen Van De Walle    | 127º                | 136                 | Andrey Mizourov        | 59º                 | 146                    | Nikolas Maes               | 151º                   |
| 127                              | Jurgen Van den Broeck  | 8º                  | 137                 | Evgeny Petrov          | 65º                 | 147                    | Davide Malacarne           | 56º                    |
| 128                              | Olivier Kaisen         | 62º                 | 138                 | Aleksandr Dyachenko    | 102º                | 148                    | Kevin Seeldraeyers         | 23º                    |
| 129                              | Sebastian Lang         | 77º                 | 139                 | Josep Jufré            | 57º                 | 149                    | Kristof Vandewalle         | 104º                   |
| Rabobank                         | Rabobank               | Rabobank            | Saxo Bank-SunGard   | Saxo Bank-SunGard      | Saxo Bank-SunGard   | Skil-Shimano           | Skil-Shimano               | Skil-Shimano           |
| 151                              | Carlos Barredo         | 45º                 | 161                 | Chris Anker Sørensen   | 12º                 | 171                    | Alexandre Geniez           | 159º                   |
| 152                              | Matti Breschel         | AB 6                | 162                 | Mads Christensen       | 160º                | 172                    | Yukihiro Doi               | 150º                   |
| 153                              | Óscar Freire           | AB 8                | 163                 | Volodymir Gustov       | 81º                 | 173                    | Johannes Fröhlinger        | 49º                    |
| 154                              | Juan Manuel Gárate     | 66º                 | 164                 | Juan José Haedo        | 157º                | 174                    | Simon Geschke              | 115º                   |
| 155                              | Steven Kruijswijk      | 41º                 | 165                 | Jonas Aaen Jørgensen   | 139º                | 175                    | Marcel Kittel              | NP 13                  |
| 156                              | Paul Martens           | 119º                | 166                 | Rafał Majka            | NP 17               | 176                    | Albert Timmer              | 164º                   |
| 157                              | Bauke Mollema          | 4º                  | 167                 | Jarosław Marycz        | 149º                | 177                    | Tom Veelers                | 167º                   |
| 158                              | Luis León Sánchez      | 53º                 | 168                 | Nick Nuyens            | 161º                | 178                    | Roy Curvers                | 156º                   |
| 159                              | Tom Slagter            | 75º                 | 169                 | Nicki Sørensen         | 120º                | 179                    | Koen De Kort               | 85º                    |
| Team Sky                         | Team Sky               | Team Sky            | Team Garmin-Cervélo | Team Garmin-Cervélo    | Team Garmin-Cervélo | Team Radioshack        | Team Radioshack            | Team Radioshack        |
| 181                              | Kurt-Asle Arvesen      | AB 6                | 191                 | Tyler Farrar           | AB 8                | 201                    | Janez Brajkovič            | 22º                    |
| 182                              | Dario David Cioni      | 145º                | 192                 | Murilo Antonio Fischer | NP 9                | 202                    | Matthew Busche             | 113º                   |
| 183                              | Christopher Froome     | 2º                  | 193                 | Heinrich Haussler      | 103º                | 203                    | Markel Irizar              | 96º                    |
| 184                              | Thomas Lövkvist        | 52º                 | 194                 | Andreas Klier          | 158º                | 204                    | Andreas Klöden             | AB 13                  |
| 185                              | Morris Possoni         | 80º                 | 195                 | Christophe Le Mével    | 40º                 | 205                    | Geoffroy Lequatre          | 110º                   |
| 186                              | Ian Stannard           | 128º                | 196                 | Daniel Martin          | 13º                 | 206                    | Tiago Machado              | 32º                    |
| 187                              | Christopher Sutton     | 163º                | 197                 | Andrew Talansky        | 79º                 | 207                    | Nélson Oliveira            | 118º                   |
| 188                              | Bradley Wiggins        | 3º                  | 198                 | Johan Vansummeren      | 70º                 | 208                    | Sérgio Paulinho            | 85º                    |
| 189                              | Xabier Zandio          | 69º                 | 199                 | Sep Vanmarcke          | 140º                | 209                    | Haimar Zubeldia            | 25º                    |
| Vacansoleil-DCM Pro Cycling Team |                        |                     |                     |                        |                     |                        |                            |                        |
| 211                              | Matteo Carrara         | 146º                |                     |                        |                     |                        |                            |                        |
| 212                              | Stijn Devolder         | 154º                |                     |                        |                     |                        |                            |                        |
| 213                              | Michał Gołaś           | NP 8                |                     |                        |                     |                        |                            |                        |
| 214                              | Martijn Keizer         | 153º                |                     |                        |                     |                        |                            |                        |
| 215                              | Serguéi Lagutín        | 15º                 |                     |                        |                     |                        |                            |                        |
| 216                              | Pim Ligthart           | 108º                |                     |                        |                     |                        |                            |                        |
| 217                              | Wouter Poels           | 17º                 |                     |                        |                     |                        |                            |                        |
| 218                              | Santo Anzà             | 48º                 |                     |                        |                     |                        |                            |                        |
| 219                              | Ruslan Pidgornyy       | 101º                |                     |                        |                     |                        |                            |                        |

## Legenda
| Legenda                   | Legenda | Legenda       | Legenda                                                                                           |
| ------------------------- | --- | ------------- | ------------------------------------------------------------------------------------------------- |
| Dorsal                    | Dorsal de saída do ciclista | Posição       | Posição final na classificação geral                                                              |
| Maillot vermelho          | Indica o vencedor da classificação geral                                                                                       |               | Indica o vencedor da classificação da montanha                                                    |
| Maillot verde             | Indica o ganhador da classificação por pontos                                                                                  | Maillot alvo  | Indica o ganhador da classificação da combinada                                                   |
| classificação por equipas | Indica o ganhador da classificação por equipas                                                                                 | Combatividade | Indica o ganhador da combatividade                                                                |
| NP                        | Indica um ciclista que não tem tomado a saída numa etapa, seguido do número de etapa na que não tomou a saída                  | AB            | Indica um ciclista que não tem finalizado uma etapa, seguido do número de etapa em que se retirou |
| HD                        | Indica um ciclista que tem finalizado uma etapa fora de controle, seguido do número de etapa na que ocorreu dita circunstância | EX            | Corredor excluído por não respeitar o regulamento                                                 |